# Argentino-tó
Az Argentino-tó (spanyolul Lago Argentino) Dél-Amerika harmadik legnagyobb tava, és a legnagyobb azok közül, amelyek teljes egészében Argentína területén találhatók. Déli partján található El Calafate városa.

## Földrajz
A tó Argentína déli részén, Patagóniában, Santa Cruz tartományban található, a róla elnevezett Lago Argentino megye területén, közel a chilei határhoz. Két fő részből áll: keleti fele 14–20 km széles, kevésbé tagolt partvidékű, míg nyugati része agancsszerűen elágazó, keskeny nyúlványokból áll az Andok völgyei között. A tó hossza ezeknek a nyúlványoknak köszönhetően összesen 125 km, parthossza pedig a 640 km-t is eléri. A legjelentősebb ágaknak külön neve is van: Upsala, Norte („észak”), Rico („gazdag”) és Sur („dél”), utóbbi kettő a Canal de los Témpanoson keresztül csatlakozik a tó többi részéhez. Az 500 méter mély tavat kisebb folyókon és patakokon (La Leona, Centinela, Los Perros, Calafate, Mitre, Rico, Cachorro, Camiseta, Caballos, Horqueta, Caterina, La Olla) kívül gleccserek, például a Perito Moreno-, a Spegazzini-, az Onelli-, a Mayo-, az Ameghino- és az Upsala-gleccserek tápláják. Ettől a gleccser-eredetű víztől a tó színe jellegzetes kék árnyalatot mutat. A tó vize a Santa Cruz folyón keresztül végül az Atlanti-óceánba jut.

## Élővilág
A tó fő halfajai a Percichthys trucha nevű sügéralakú, az amerikai tavipisztráng, a szivárványos pisztráng, a Galaxias maculatus nevű bűzöslazac-alakú és a királylazac.

## Története
A tavat Valentín Filberg már 1873-ban megpillantotta, de azt hitte, hogy az 1782-ben Antonio de Viedma által már felfedezett Viedma-tavat látja, ezért nem is könyvelte el felfedezésként, és nevet sem adott a tónak. Négy évvel később Francisco Moreno és Carlos Moyano mutatott rá, hogy ez egy másik tó; az Argentino-tó nevet Moreno adta neki 1877. február 15-én.

## Turizmus
A tavon lehetőség van hajókirándulások megtételére: a hajók Punta Banderából indulnak.

## Képek

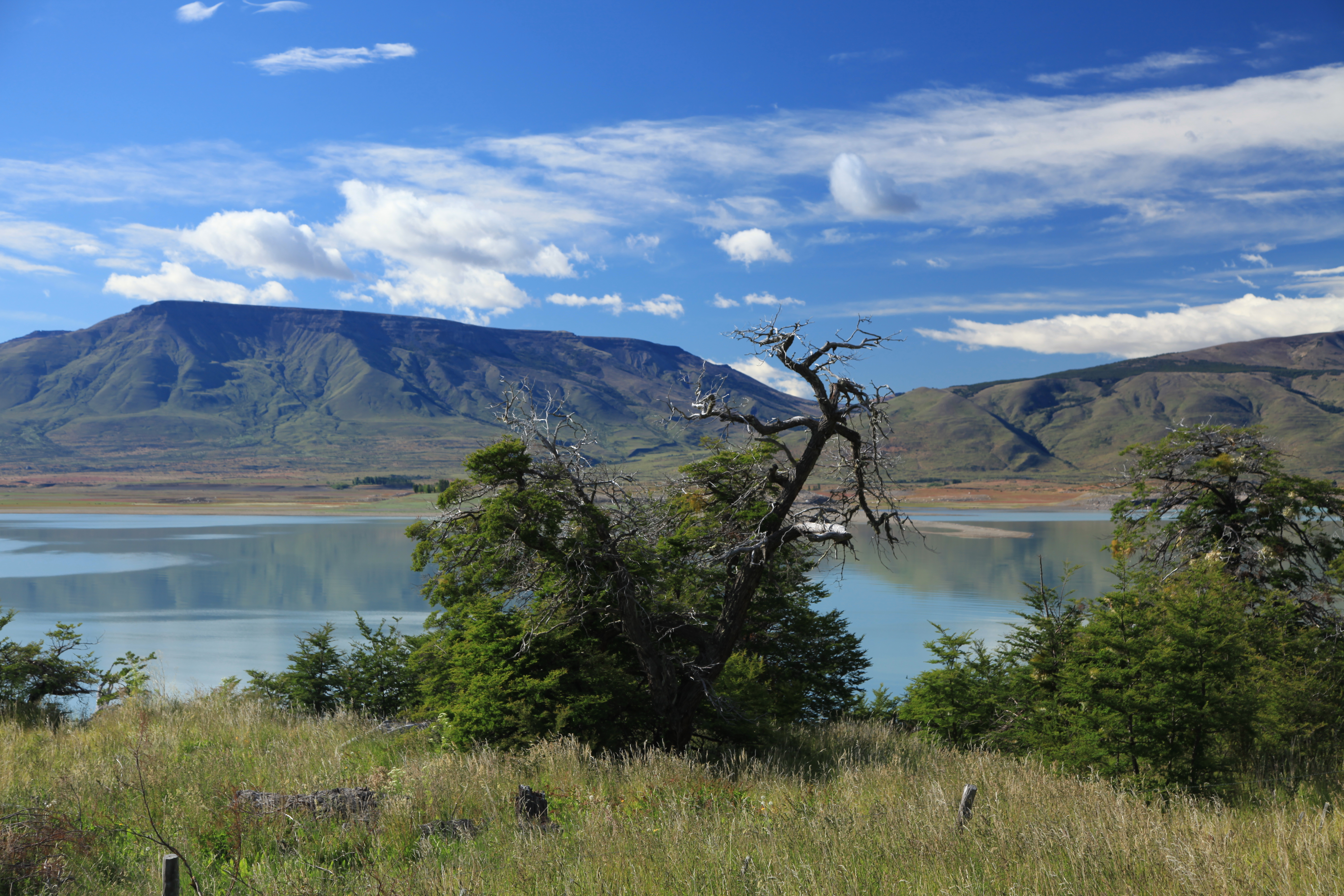
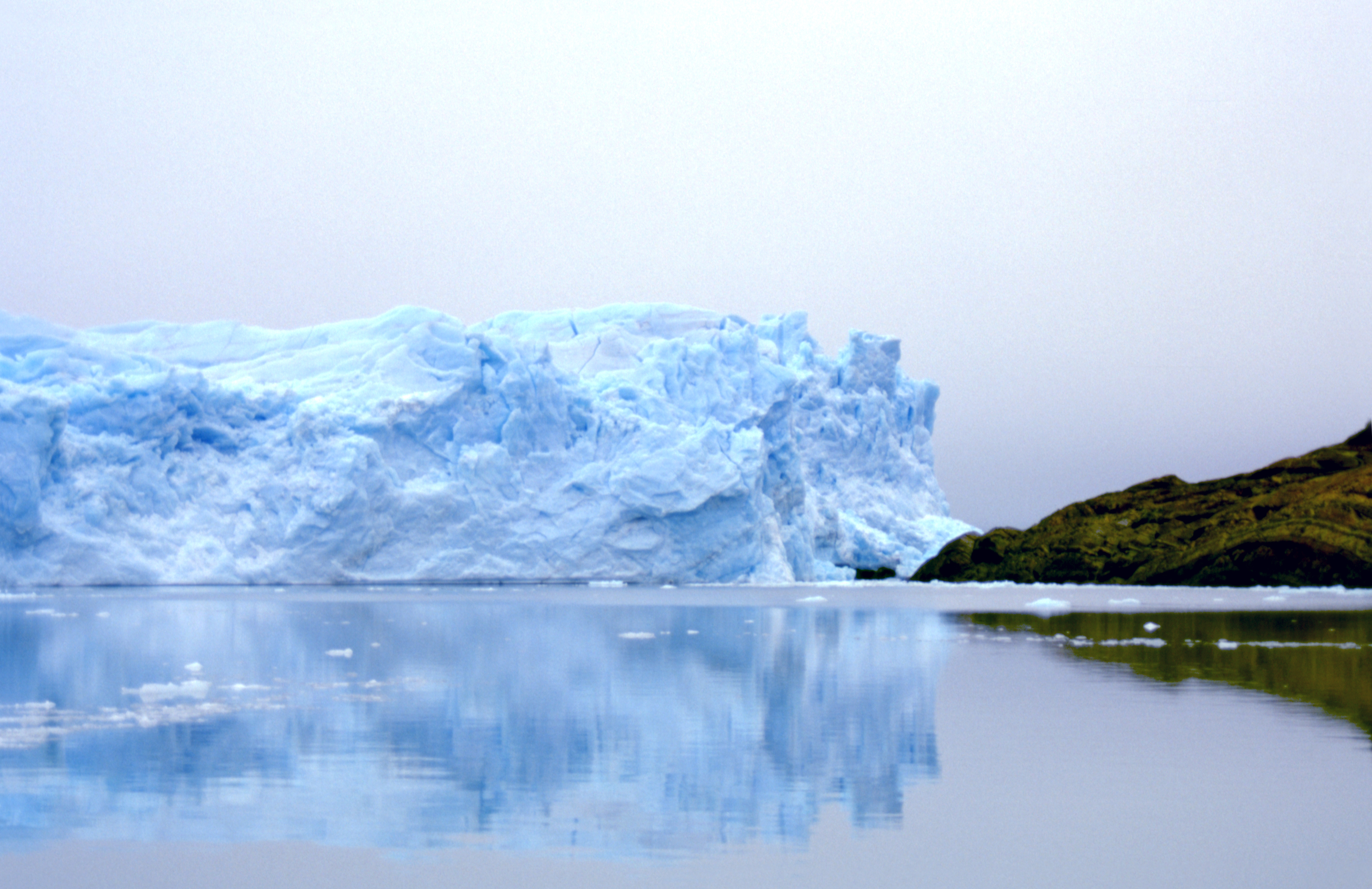
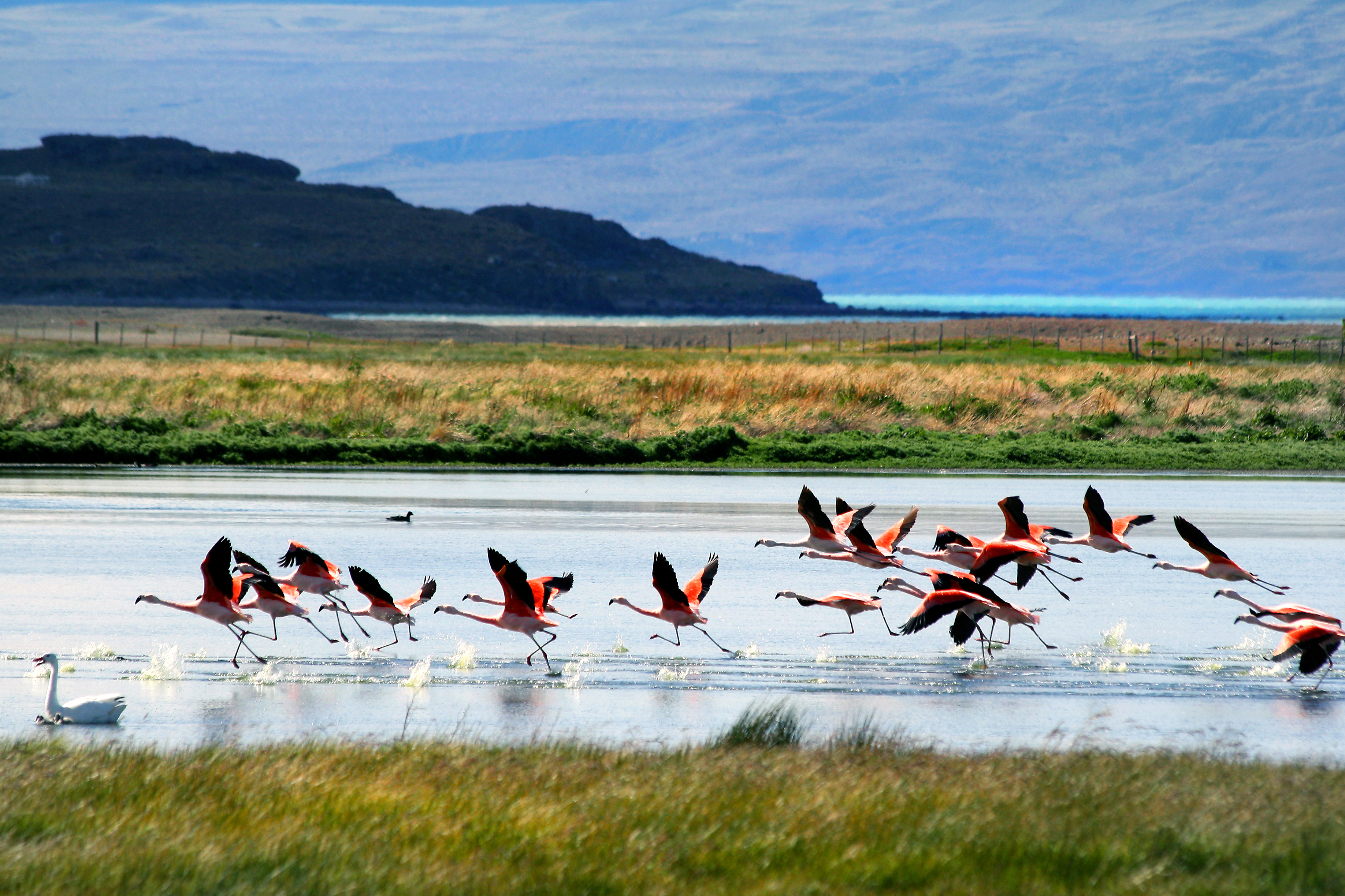
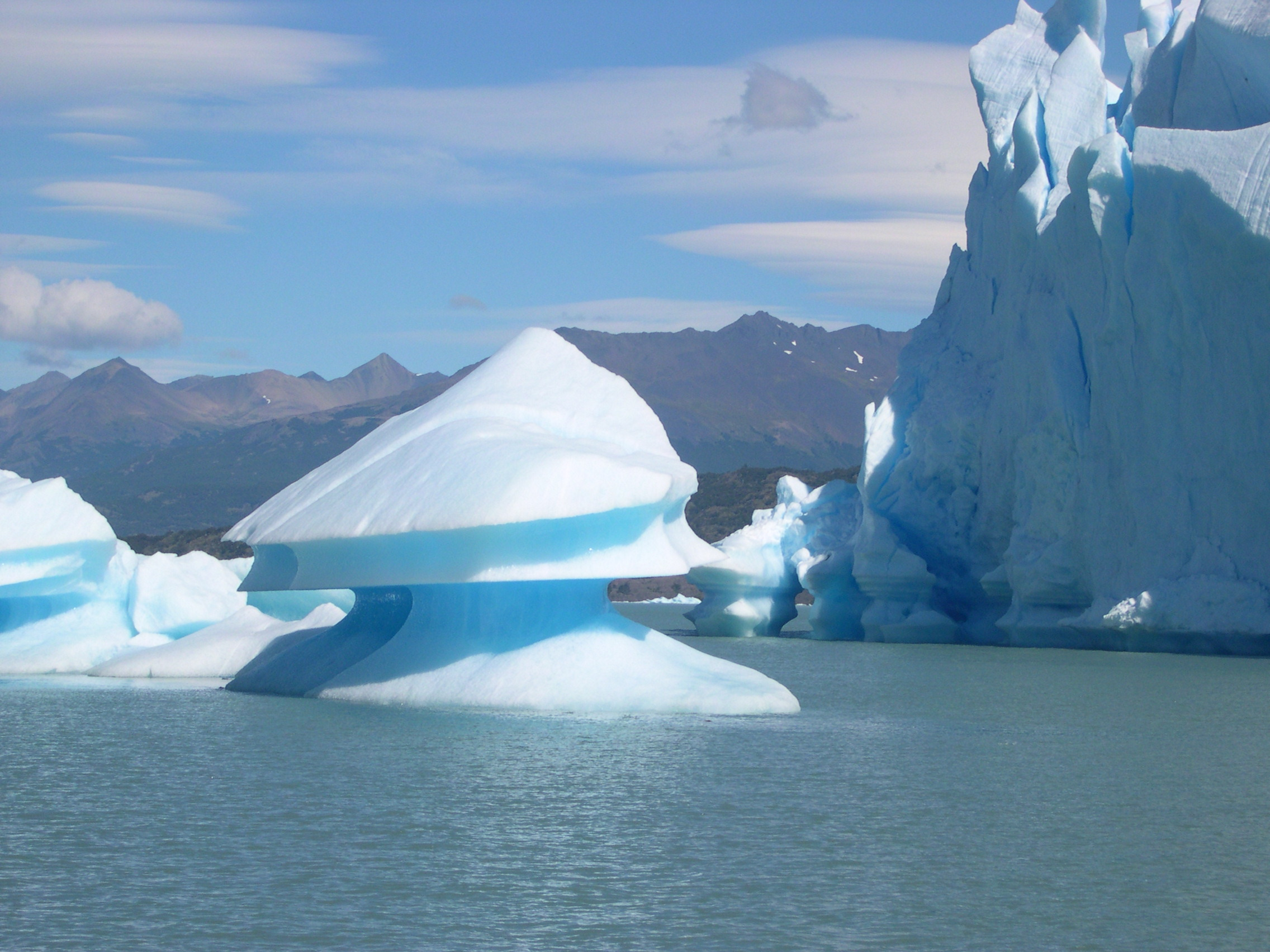